# Dragonfire
Dragonfire (Fuego de dragón) es el cuarto y último serial de la 24ª temporada de la serie británica de ciencia ficción Doctor Who, emitido originalmente en tres episodios semanales del 23 de noviembre (fecha del 24º aniversario de la serie) al 7 de diciembre de 1987. Marca la introducción de Sophie Aldred como la nueva acompañante del Doctor Ace, así como la marcha de Bonnie Langford como Mel Bush.

## Argumento
Iceworld es una colonia de intercambio comercial espacial en la cara oscura del planeta Svartos. Es un misterioso lugar de terror y rumores gobernado por el monstruoso y vengativo Kane, que compra empleados y personal de mantenimiento y les hace llevar su marca de hielo en la carne. La temperatura corporal de Kane es tan fría que un solo toque suyo puede matar. En su guarida hay una enorme sección criogénica donde mercenarios e individuos de otro tipo son congelados y almacenados con su memoria borrada para que no se hagan preguntas cuando formen parte de un ejército, y que incluye una cámara congeladora en la que Kane se coloca cuando necesita enfriarse. También hay, curiosamente, un anciano escultor que está haciendo una estatua en el hielo.
La TARDIS se materializa en la sección de ventas de refrigeración en Iceworld, y el Séptimo Doctor y Mel Bush se aventuran al exterior. Pronto se encuentran con su antiguo conocido, Sabalom Glitz, que le debe a Kane una sustancial cantidad de dinero. Glitz ha acudido a Svartos para buscar un supuesto tesoro custodiado por un dragón. Se localiza en las cavernas heladas bajo Iceworld, y da la casualidad de que Glitz tiene un mapa que le ganó a Kane en una apuesta, aunque de hecho Kane quería que Glitz se quedara con el mapa porque deseaba usarle como marioneta en su búsqueda del tesoro. Así, el mapa contiene un dispositivo en su sello. Kane, a cambio, ordena que el barco de Glitz, el Nosferatu, sea destruido. Sin darse cuenta de que le están utilizando, Glitz se dirige a la búsqueda del tesoro acompañado por el Doctor. Como no se permiten mujeres en la expedición, Mel se queda con una joven y rebelde camarera que han conocido llamada Ace. Sólo es cuestión de tiempo antes de que Ace empiece a comportarse espantosamente con los clientes y la despidan. Mel se queda impresionada al saber que Ace es una humana de finales del siglo XX que acaba de llegar a Iceworld después de que un extraño experimento de química provocara una tormenta temporal en su dormitorio.
El personal de Kane no es feliz. Una vez que aceptan su moneda, son suyos para toda la vida, como Ace se dio cuenta sabiamente cuando rechazó la oferta. El oficial Belazs no fue tan listo, y quiere escapar del servicio de Kane. Así, ella logra que el Nosferatu no sea destruido, en vistas de usar la nave para escapar de Iceworld. Cuando esto falla, intenta convencer al oficial Kracauer para que le ayude a derrotar a Kane, pero él está un paso por delante. Su intento de alterar la temperatura de su habitación para matarle falla, así que Kane mata a ambos oficiales. El mismo destino le aguarda al escultor de hielo que acaba de terminar su estatua, que representa a una mujer llamada Xana.
En las cavernas de hielo se han tomado su tiempo, pero el Doctor y Glitz han encontrado al dragón, que resulta ser un bípedo que no expulsa mucho fuego, sino rayos láser a través de sus ojos, pero no hay ni rastro del tesoro. Mel y Ace a estas alturas se han aventurado en las cavernas, conocen a sus aliados, y de hecho son defendidos por el dragón, que dispara a algunos de los soldados alterados criogénicamente de Kane, quien les había enviado a las cavernas para matarles. El dragón les lleva a una habitación en el hielo, que parece una especie de área de control y donde se encuentra grabado un mensaje holográfico. El holograma explica que Kane es una mitad de la banda criminal Kane-Xana, del planeta Proammon. Cuando las fuerzas de seguridad les atraparon, Xana se mató a sí misma para evitar el arrestro, pero a Kane le capturaron y exiliaron a la cara oculta y congelada de Svartos. Parece que Iceworld es una gran nave espacial y el tesoro es un cristal dentro de la cabeza del dragón que actúa como la llave que Kane necesita para activar la nave y liberarse del exilio. Así, el dragón es al mismo tiempo el carcelero de Kane y su posibilidad de libertad.
Kane ha descubierto la localización de la llave a través del dispositivo localizador y ahora envía a sus fuerzas de seguridad a las cavernas de hielo para que le traigan la cabeza del dragón, ofreciendo grandes recompensas por tan valiente empresa. También usa a su ejército criogénico para causar el caos en las tiendas de Iceworld, sacando a los clientes y llevándoles al Nosferatu, tarea que se cumple con brutalidad. Cuando el Nosferatu despega, Kane lo hace estallar. Las únicas supervivientes son una niña llamada Stellar y su madre, que aunque separadas, han sobrevivido a la masacre. Poco después, dos de los soldados de Kane logran matar al dragón y quitarle la cabeza, pero muere en el proceso.
El Doctor, mientras tanto, se ha dado cuenta de que Kane lleva prisionero en Svartos desde hace milenios. Recupera la cabeza del dragón y entonces se le dice por el intercomunicador que Kane ha capturado a Ace, pero está dispuesto a intercambiarla por el "fuego de dragón". El Doctor, Glitz y Mel viajan a las cámaras privadas de Kane para el intercambio. Kane ignora los reproches del Doctor y activa Iceworld como nave espacial, que se separa de la superficie de Svartos. Sin embargo, cuando intenta establecer rumbo a Proamnon para cumplir su venganza, descubre que ha sido prisionero tanto tiempo que el planeta ya no existe, después de que fuera destruido por la muerte de su sol. Desesperado, abre una pantalla en la superficie de su nave y deja que entren los rayos calientes del sol, que le derriten.
El Doctor entonces pierde una acompañante y gana otra. Glitz ha reclamado Iceworld como su nueva nave espacial, bautizándola como Nosferatu II, y Mel decide quedarse con él para que no se meta en problemas. El Doctor entonces se queda con Ace, prometiendo devolverla a casa a Perivale mientras va de viaje con él.

### Continuidad
Esta historia marca la última aparición de Bonnie Langford como miembro regular del reparto. Langford sólo repetiría el papel en televisión una vez, en Dimensions in Time (1993). Langford se marchó de la serie por elección propia al no satisfacerle su papel. Después haría el papel en audiodramáticos. En esta historia también se produce la primera aparición de Sophie Aldred como Ace. Aldred, en realidad, se había presentado al papel de Ray de Delta and the Bannermen (1987), pero le dieron el papel a Sara Griffiths. Ya desde su primera aparición, Ace comienza con su costumbre de llamar al Doctor como "Profesor". El Doctor le corrige, pero después raramente puso objeciones a este denominativo en las dos siguientes temporadas.
El personaje de Sabalom Glitz, con quien Mel se marcha para explorar la galaxia, apareció por primera vez en The Mysterious Planet junto al Sexto Doctor. Briggs, que había creado el personaje de Ace, había establecido explícitamente en la ficha del personaje en Dragonfire que Ace se había acostado con Glitz en Iceworld.
La aceptación de Ace por parte del Doctor como acompañantes forma parte de un asunto de mayor envergadura que culminaría en The Curse of Fenric. Esta historia marca la única despedida entre el Séptimo Doctor y una de sus acompañantes. La escena de partida de Mel se adaptó a partir de la prueba de casting de Sylvester McCoy, donde Janet Fielding fue contratada para actuar como acompañante que se marcha y como villana.
En la novela de Virgin New Adventures, Head Games, de Steve Lyons, se revela que el Séptimo Doctor influyó mentalmente a una más brillante e idealista Mel para que lo dejase, y así poder convertirse en un Campeón del Tiempo más oscuro y manipulador. McCoy dijo que siempre le gustó el guion de esa prueba y presionó para que se incluyera en Dragonfire.
Uno de los clientes alienígenas de la cafetería es un Argolin de The Leisure Hive.

## Producción
| Episodio          | Fecha de emisión        | Duración | Espectadores en millones | Estado en el archivo  |
| ----------------- | ----------------------- | -------- | ------------------------ | --------------------- |
| Episodio 1        | 23 de noviembre de 1987 | 24:01    | 5,5                      | Cinta original en PAL |
| Episodio 2        | 30 de noviembre de 1987 | 24:40    | 5,0                      | Cinta original en PAL |
| Episodio 3        | 7 de diciembre de 1987  | 24:26    | 4,7                      | Cinta original en PAL |
| [ 3 ] [ 4 ] [ 5 ] |                         |          |                          |                       |

Entre los títulos provisionales de esta historia se incluyen Absolute Zero (Cero absoluto), The Pyramid's Treasure (El tesoro de la pirámide) y Pyramid in Space (La pirámide espacial). En una escena, el Doctor distrae a un guardia metiéndole en una conversación filosófica. Una de las líneas del guardia sobre "la espesura semiótica de un texto interpretado" es una cita de Doctor Who: The Unfolding Text, un libro de texto de John Tulloch y Manuel Alvarado. El editor de guiones Andrew Cartmel había sugerido a los escritores que leyeran The Unfolding Text para que se familiarizaran con Doctor Who y su historia, lo que inspiró a Ian Briggs a citar el texto en su guion, en una divertida autoreferencia.
Para los efectos especiales de la muerte de Kane, se fabricó un busto de cera con la cara del actor gritando y se filmó derritiéndose con una calavera en su interior, y después se aceleró la filmación para lograr el efecto. Aunque esto es muy similar a la muerte de Toht en Raiders of the Lost Ark, para la audiencia familiar de Doctor Who se tuvo cuidado en evitar el color rojo. Ronald Lacey, que había interpretado a Toht en esa película, fue la primera elección de Chris Clough para interpretar a Kane, pero no estaba disponible. También se consideró a John Alderton y David Jason, pero tampoco estaban disponibles.

## Recepción
En el canal Uk Gold se hizo en 2003 para celebrar el 40 aniversario de Doctor Who la emisión durante un fin de semana del mejor serial de cada uno de los Doctores, votados por la audiencia. Dragonfire fue el elegido como el mejor serial del Séptimo Doctor. La Doctor Who Appreciation Society también lo votó como el mejor serial de su temporada.

## Publicaciones comerciales
Dragonfire se publicó en VHS en diciembre de 1993. El DVD se publicó en mayo de 2012 junto con The Happiness Patrol como parte de la compilación Ace Adventures.